# 15469 Ohmura
15469 Ohmura è un asteroide della fascia principale. Scoperto nel 1999, presenta un'orbita caratterizzata da un semiasse maggiore pari a 2,9079884 UA e da un'eccentricità di 0,0677870, inclinata di 2,09587° rispetto all'eclittica.